# Giao thông Hải Phòng

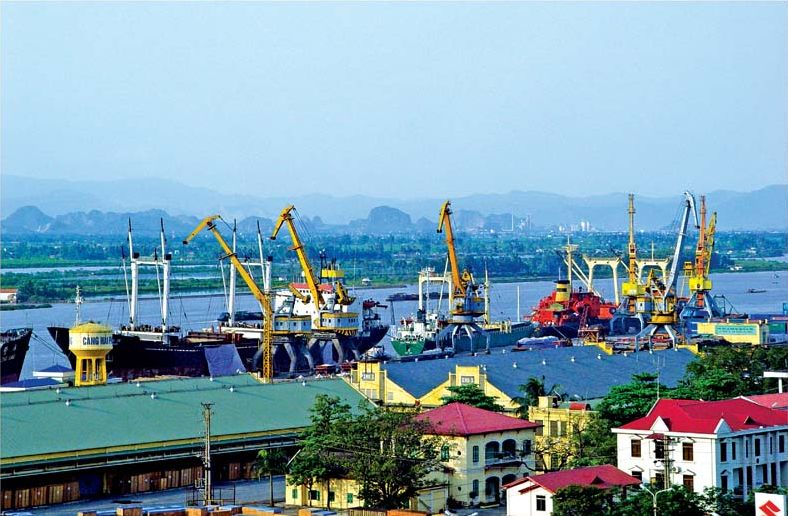
Khu cảng biển Hải Phòng

Hệ thống giao thông của Hải Phòng đóng vai trò quan trọng trong việc vận tải hàng hóa và hành khách từ thành phố cảng lớn nhất Việt Nam. Hải Phòng là đầu mối giao thông quan trọng, cửa ngõ chính của cả miền Bắc, kết nối các tỉnh ven biển đông bắc bộ, với thủ đô Hà Nội và các tuyến giao thông hàng hải quốc tế.

## Đường bộ
- Cao tốc

1. Đường cao tốc Hà Nội - Hải Phòng(): có chiều dài nội thành là 33,5 km lộ giới 100 m, chiều dài toàn tuyến (Hà Nội - Hải Dương - Hải Phòng) là 105,5 km. Có hai điểm thắt là Cầu Thanh Trì và đập Đình Vũ.
2. Đường cao tốc Hải Phòng – Hạ Long – Vân Đồn – Móng Cái():  dài 175 km có điểm đầu giao cắt với đường cao tốc Hà Nội - Hải Phòng thuộc phường Đông Hải 2, quận Hải An, điểm cuối là đầu cầu Bắc Luân II thuộc phường Hải Hòa, thành phố Móng Cái, tỉnh Quảng Ninh.
3. Đường cao tốc Ninh Bình – Hải Phòng(): có dự án chiều dài qua địa bàn 43,8 km, lộ giới 120,0 m.

- Quốc lộ

1. Quốc lộ 5A(): chiều dài nội thành là 29,0 km, chiều dài toàn tuyến (Hà Nội -  Hưng Yên - Hải Dương - Hải Phòng) là 102 km.
2. Quốc lộ 5C(QL.5C): chiều dài 18 km, là tuyến đường từ cảng Đình Vũ tới cảng Lạch Huyện
3. Quốc lộ 10(: chiều dài 52,5 km, lộ giới 61,5 m, chiều dài toàn tuyến (Uông Bí - Hải Phòng - Thái Bình - Nam Định - Ninh Bình - Thanh Hóa) là 151 km.
4. Quốc lộ 17B(: chiều dài 41 km (Quảng Ninh - Hải Dương - Hải Phòng)
5. Quốc lộ 37(): chiều dài 20,1 km (Hải Phòng - Thái Bình), lộ giới 52,0 m.

- Vành đai

1. Đường vành đai 1 (Hải Phòng): Tuyến đã khép kín, bao lấy vùng lõi trung tâm của thành phố.
2. Đường vành đai 2 (Hải Phòng): Tuyến vành đai huyết mạch tạo đà phát triển cho các quận Hải An, Kiến An, Dương Kinh và đặc biệt là huyện Thủy Nguyên (TP. Thủy Nguyên trong tương lai), nằm trong tổng thể quy hoạch phát triển thành phố và khu trung tâm hành chính - chính trị mới. Cùng với các đoạn tuyến hiện hữu (sẽ được nâng cấp), giai đoạn 1 của dự án (đoạn tuyến Tân Vũ-Hưng Đạo-đường Bùi Viện) sẽ khởi công trong năm 2023.[1]
3. Đường vành đai 3 (Hải Phòng): Trong quy hoạch.

- Đường tỉnh (Tỉnh lộ)

1. Đường tỉnh 351 (ĐT.351): Từ ngã 5 Kiến An, Q.Kiến An qua quận An Dương và kết thúc tại P.Quán Toan, Q.Hồng Bàng.
2. Đường tỉnh 352 (ĐT.352): Tuyến chạy hoàn toàn trong TP. Thủy Nguyên, từ ĐT.359 đến bến phà Lại Xuân.
3. Đường tỉnh 353 (ĐT.353): Từ chân cầu Rào đầu đường Phạm Văn Đồng tại P.Anh Dũng (Q.Dương Kinh) đến Ngã 3 Lý Thánh Tông - Lý Thái Tổ, P.Hải Sơn, Q.Đồ Sơn.
4. Đường tỉnh 354 (ĐT.354): Từ ngã 5 Kiến An, Q.Kiến An qua H.An Lão, qua TT.Tiên Lãng, H.Tiên Lãng và kết thúc tại cầu Chiến Lược, X.Tam Cường, H. Vĩnh Bảo.
  1. Đường tỉnh 354B (ĐT.354B): Là tuyến phố Nguyễn Bỉnh Khiêm từ trung tâm TT. Vĩnh Bảo, phía tả kênh Chanh Dương, chạy dọc theo kênh song song với QL.37 cũ, qua đường Trung Tân. Hiện tuyến vẫn đang tiếp tục được đầu tư mở rộng.
5. Đường tỉnh 355 (ĐT.355): Từ ngã 5 Kiến An, Q.Kiến An theo đường Nguyễn Lương Bằng và Mạc Đăng Doanh, đến nút giao với ĐT.353 tại P.Anh Dũng, Q.Dương Kinh.
6. Đường tỉnh 356 (ĐT.356): Từ nút giao với QL.5C tại P.Đông Hải 2, Q.Hải An qua TT.Cát Hải và kết thúc tại TT.Cát Bà (H.Cát Hải).
7. Đường tỉnh 357 (ĐT.357): Tuyến chạy hoàn toàn trong H.An Lão từ nút giao An Tràng, TT.Trường Sơn đến nút giao với ĐT.360 tại TT.An Lão.
8. Đường tỉnh 359 (ĐT.359): Từ nút giao Nam Bính, Q.Hồng Bàng qua cầu Bính và kết thúc tại phà Rừng, P. Minh Đức, TP. Thủy Nguyên.
  1. Đường tỉnh 359C (ĐT.359C): Từ nút giao với ĐT.359 tại phường Thủy Đường đến vòng xuyến Đông Sơn giao với QL.10 tại phường Trần Hưng Đạo, TP. Thủy Nguyên.
9. Đường tỉnh 360 (ĐT.360): Từ chân cầu Niệm đầu đường Trường Chinh, Q.Kiến An qua TT.Trường Sơn và TT.An Lão đến chân cầu Quang Thanh, X.Quang Hưng, H. An Lão.
10. Đường tỉnh 361 (ĐT.361): Từ ngã 3 Đa Phúc giao với ĐT.355 tại P.Đa Phúc, Q.Dương Kinh qua TT.Núi Đối, H.Kiến Thụy và kết thúc tại nút giao với ĐT.353 tại P.Ngọc Xuyên, Q.Đồ Sơn.
11. Đường tỉnh 362 (ĐT.362): Từ đầu phố Tư Thủy tại nút giao với ĐT.353 tại P.Hòa Nghĩa, Q.Dương Kinh đến nút giao với ĐT.361 tại TT.Núi Đối, H.Kiến Thụy.
12. Đường tỉnh 363 (ĐT.363): Từ nút giao với ĐT.353 tại P.Anh Dũng, Q.Dương Kinh chạy song song với ĐT.355 đến nút giao với ĐT.361 tại X.Đông Phương, H.Kiến Thụy.

- Các tuyến khác

1. Đường xuyên đảo Hải Phòng - Cát Bà: toàn tuyến dài 35 km.
2. Đường bộ ven biển Việt Nam (Chiều dài 3.127 km, đi qua tất cả các tỉnh thành ven biển, đây có thể coi là tuyến đường bộ dài nhất Việt Nam. Tổng chiều dài các đoạn tuyến đã có đường hiện tại là 1.800,86 km, chiếm 59,21%; các đoạn đã có dự án là 257,01 km, chiếm 9,04%; các đoạn đã có quy hoạch là 224,47 km, chiếm 7,38%)Giai đoạn I (từ nay đến năm 2020) sẽ tập trung xây dựng các đoạn tuyến tại các vùng kinh tế trọng điểm và 15 khu kinh tế ven biển đã được xác định trong Quyết định số 1353/QĐ-TTg ngày 23/9/2008.

Các bến xe khách ở Hải Phòng bao gồm: Vĩnh Niệm (quận Lê Chân), Thượng Lý (quận Hồng Bàng), Quảng Đông - Đình Vũ (quận Hải An), Đồ Sơn (quận Đồ Sơn), Kiến An (quận Kiến An), Thủy Nguyên (Thủy Nguyên), Kiến Thuỵ (Kiến Thuỵ), Tiên Lãng (Tiên Lãng), Vĩnh Bảo (Vĩnh Bảo), Cát Hải (Cát Hải)

### Cầu

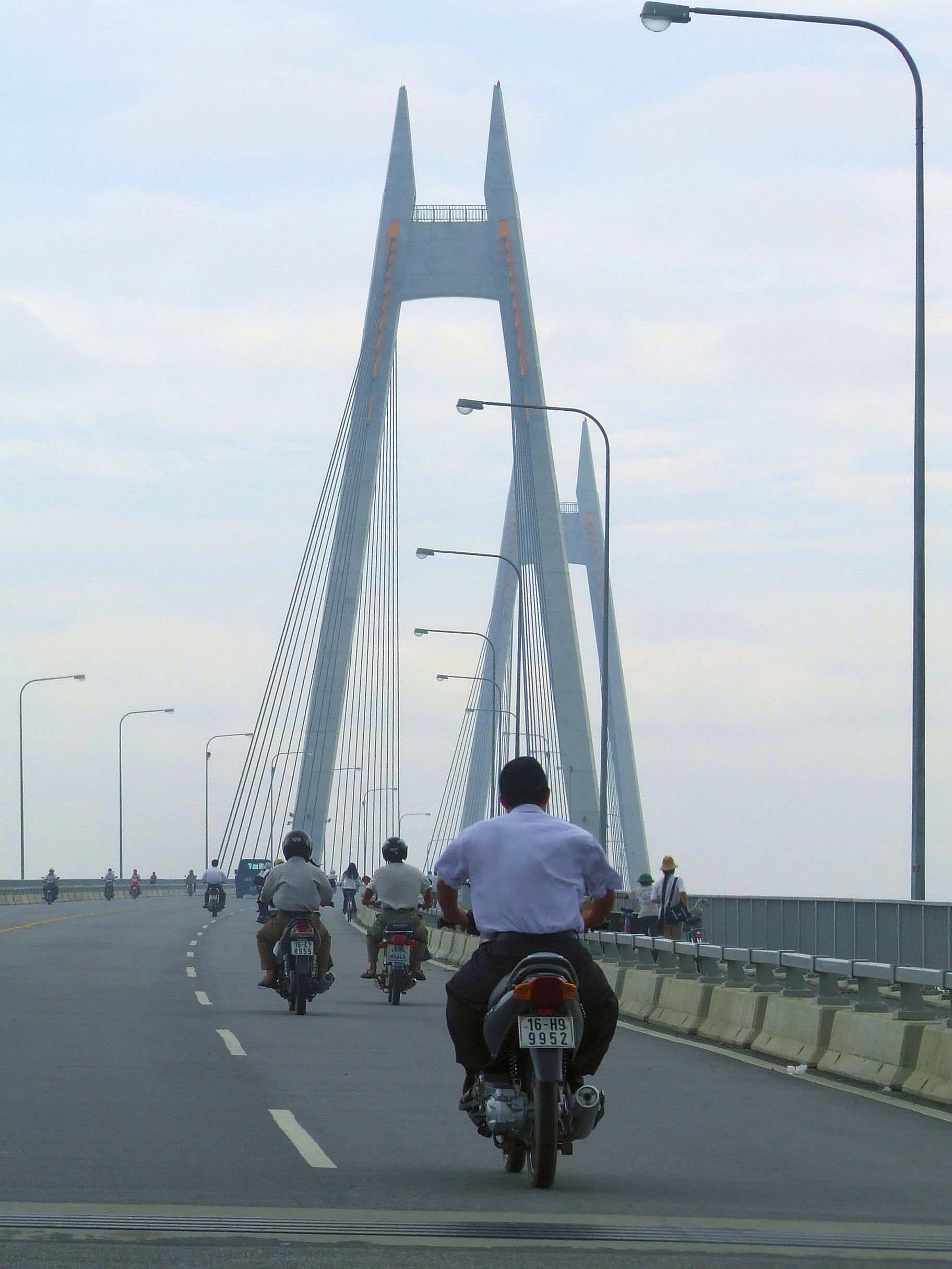
Cầu Bính

Là nơi toàn bộ các nhánh hạ lưu của sông Thái Bình đổ ra biển nên Hải Phòng có mạng lưới sông ngòi dày đặc. Chính vì điều đó, việc xây dựng cầu đường trở nên rất quan trọng đối với thành phố này. Trong 5 năm từ 2016-2021, thành phố đã khởi công và hoàn thành hơn 40 cây cầu lớn nhỏ.
- Sông đào Thượng Lý

1. Cầu Thượng Lý (còn gọi là Cầu Xi Măng) nằm trên phố Bạch Đằng, nối P. Hạ Lý - P. Thượng Lý, Q. Hồng Bàng.

- Sông Tam Bạc

1. Cầu Tam Bạc là tên của hai cây cầu (bao gồm một cầu đường sắt và một cầu đường bộ), nối đường Hùng Vương, P. Thượng Lý, Q. Hồng Bàng - phố Nguyễn Đức Cảnh, P. Cát Dài, Q. Lê Chân. Cầu đường sắt Tam Bạc (Cầu Quay) còn gọi là cầu Xe Lửa. Trước kia, thời Pháp thuộc, cầu này có thể quay, nhưng hiện tại không quay được nữa. Trong tháng 11 năm 2010, cầu đã bị tàu bè đâm phải gây hỏng nhẹ. Cầu đường bộ Tam Bạc là cây cầu được xây mới sau này.
2. Cầu Lạc Long, nối phố Nguyễn Tri Phương và Điện Biên Phủ, P. Minh Khai - phố Bạch Đằng, P. Hạ Lý, Q. Hồng Bàng. Có thể coi đây là cây cầu có đường dẫn đẹp nhất thành phố, thể hiện một nét đặc trưng của kiến trúc thành phố.
3. Cầu An Dương bắc qua sông Tam Bạc, nằm trên đại lộ Tôn Đức Thắng, nối P. Lam Sơn, Q. Lê Chân - P. An Đồng, Q. An Dương.
4. Cầu An Đồng (còn gọi là cầu An Dương 2) bắc qua sông Tam Bạc, nằm trên đại lộ Nguyễn Văn Linh, nối P. Lam Sơn, Q. Lê Chân - P. An Đồng, Q. An Dương.
5. Cầu mới (chưa được đặt tên), bắc qua mom Thủy Đội, nằm trong dự án chỉnh trang và cải tạo sông Tam Bạc.

- Sông Cấm

1. Cầu Bính nối nút giao Nam Bính, P. Thượng Lý, Q. Hồng Bàng - phố Mới, P. Hoa Động, TP. Thủy Nguyên, xây dựng và khánh thành vào 13/05/2005, được cho là một trong những cây cầu đẹp nhất Đông Nam Á, sử dụng nguồn vốn ODA của chính phủ Nhật Bản. Tuy nhiên trong một trận bão vào tháng 7 năm 2010, cây cầu bị ba tàu của Tổng công ty đóng tàu Bạch Đằng va vào làm hư hỏng nặng. Tháng 5/2012, Cầu Bính đã bắt đầu được tiến hành sửa chữa và khôi phục.
2. Cầu Kiền nằm trên Quốc lộ 10 nối P. An Hồng, Q. Hồng Bàng - P. Lê Hồng Phong, TP. Thủy Nguyên. Đây là cây cầu có quy mô chỉ 4 làn xe,nên hay xảy ra ách tắc. Mặt cầu đang có dấu hiện xuống cấp trầm trọng.
3. Cầu Hoàng Văn Thụ nối phố Hoàng Văn Thụ, P. Minh Khai, Q. Hồng Bàng - Đại lộ Đỗ Mười, P. Dương Quan, TP. Thủy Nguyên, là cây cầu vòm thép lớn nhất Việt Nam. Cây cầu đã khánh thành cuối năm 2018.
4. Cầu Nguyễn Trãi nối liền phố Nguyễn Trãi, P. Máy Tơ, Q. Ngô Quyền - P. Dương Quan, TP. Thủy Nguyên. Cầu dự kiến khởi công năm 2023, hoàn thành và đưa vào sử dụng năm 2024.

Theo quy hoạch, sẽ có thêm 3 cây cầu bắc qua sông cấm, bao gồm 2 cây cầu sang Đảo Vũ Yên và cầu Bính 2.
- Sông Lạch Tray

1. Cầu Rào nối phố Lạch Tray, P. Đằng Giang, Q. Ngô Quyền - đường Phạm Văn Đồng, P. Anh Dũng, Q. Dương Kinh.
2. Cầu Võ Nguyên Giáp (còn gọi là Cầu Rào 2) nối phố Võ Nguyên Giáp, P. Vĩnh Niệm, Q. Lê Chân - đường Phạm Văn Đồng, P. Anh Dũng, Q. Dương Kinh. Đây là cây cầu có một cột dây văng duy nhất bắc qua sông Lạch Tray.
3. Cầu Niệm nối phố Trần Nguyên Hãn, P. Niệm Nghĩa, Q. Lê Chân - phố Trường Chinh, P. Lãm Hà, Q. Kiến An.
4. Cầu Bùi Viện (còn gọi là Cầu Niệm 2) nằm trên Đại lộ Bùi Viện, giữa P. Vĩnh Niệm, Q. Lê Chân - P. Đồng Hòa, Q. Kiến An
5. Cầu Lãm Khê nối Đại lộ Bùi Viện, P. Đồng Hòa, Q. Kiến An - đường Nguyễn Trường Tộ, P. Đồng Thái, Q. An Dương.
6. Cầu Kiến An nằm trên đường Phan Đăng Lưu, giữa P. Ngọc Sơn, Q. Kiến An - P. Hồng Thái, Q. An Dương.
7. Cầu Hải Thành dự kiến khởi công 2023, nối phố Hải Thành 1, P. Hải Thành, Q. Dương Kinh - P. Tràng Cát, Q. Hải An.
8. Cầu Trạm Bạc nằm trên Quốc lộ 10, nối P. Lê Lợi, Q. An Dương - X. Trường Thành, H. An Lão.

Theo quy hoạch, sẽ có thêm nhiều cây cầu qua sông Lạch Tray như cầu Tân Thành, cầu Rào 3,...
- Sông Văn Úc

1. Cầu Khuể nối phố Mỹ Đức, X. Mỹ Đức, H. An Lão - phố Đào Linh Quang, TT. Tiên Lãng, H. Tiên Lãng.
2. Cầu Tiên Cựu  nối X. Quang Trung, H. An Lão - X. Tiên Cường, H. Tiên Lãng.
3. Cầu Văn Úc nằm trên tuyến đường ven biển, nối X. Đoàn Xá, H. Kiến Thụy - X. Hùng Thắng, H. Tiên Lãng.
4. Cầu Thanh Hà nằm trên Cao tốc Hà Nội - Hải Phòng nối X. Vĩnh Lập, H. Thanh Hà, T. Hải Dương - X. Quang Trung, H. An Lão, TP. Hải Phòng.
5. Cầu Quang Thanh nối X. Thanh Cường, H. Thanh Hà, T. Hải Dương - X. Quang Hưng, H. An Lão, TP. Hải Phòng. Cây cầu hoàn thành năm 2021, thay thế cho bến phà Quang Thanh.

- Sông Đá Bạc

1. Cầu Đá Bạc nối X. Bạch Đằng, TP. Thủy Nguyện, TP. Hải Phòng - P. Phương Nam, TX. Đông Triều, T. Quảng Ninh.
2. Cầu Bến Rừng nối P. Minh Đức, TP. Thủy Nguyên, TP. Hải Phòng - X. Hiệp Hòa, TX. Quảng Yên, T. Quảng Ninh. Cây cầu hiện đang được thi công, thay cho phà Rừng cũ và cách phà Rừng khoảng 4 km về phía thượng nguồn.

- Sông Thái Bình (đoạn hạ lưu)

1. Cầu Hàn nối X. Kiến Thiết, H. Tiên Lãng - X. Hòa Bình, H. Vĩnh Bảo.
2. Cầu Đăng nối X. Kiến Thiết, H. Tiên Lãng - X. Tam Đa, H. Vĩnh Bảo.
3. Cầu vượt sông Thái Bình 1 nằm trên tuyến đường ven biển nối X. Tây Hưng, H. Tiên Lãng, TP. Hải Phòng - X. Thụy Trường, H. Thái Thụy, T. Thái Bình. (đang thi công)
4. Cầu vượt sông Thái Bình 2 nằm trên tuyến đường từ cầu Lạng Am đến đường ven biển, nối X. Nam Hưng, H. Tiên Lãng - X. Trấn Dương, H. Vĩnh Bảo. (đang thi công)

- Sông Hóa

1. Cầu Nghìn nằm trên Quốc lộ 10 nối X. Hưng Nhân, H. Vĩnh Bảo, TP. Hải Phòng - TT. An Bài, H. Quỳnh Phụ, T. Thái Bình.
2. Cầu Sông Hóa nằm trên Quốc lộ 37 nối X. Cổ Am, H. Vĩnh Bảo, TP. Hải Phòng - X. Hồng Dũng, H. Thái Thụy, T. Thái Bình.

- Sông Luộc

1. Cầu Sông Mới nối X. Tự Cường - X. Tiên Tiến, H. Tiên Lãng.
2. Cầu Quý Cao nối X. Qúy Cao, H. Tứ Kỳ, T. Hải Dương - X. Giang Biên, H. Vĩnh Bảo, TP. Hải Phòng.
3. Cầu Chanh nối TT. Ninh Giang, H. Ninh Giang, T. Hải Dương - X. Thắng Thủy, H. Vĩnh Bảo, TP. Hải Phòng.

- Các sông khác

1. Cầu Giá nằm trên Quốc lộ 10, bắc qua sông Giá, nối P. Trần Hưng Đạo - P. Lưu Kiếm, TP. Thủy Nguyên.
2. Cầu Dinh bắc qua sông Kinh Thầy, nối P. Thái Thịnh, TX. Kinh Môn, T. Hải Dương - X. Ninh Sơn, TP. Thủy Nguyên, TP. Hải Phòng. Cầu khánh thành năm 2021, thay cho bến phà Dinh.
3. Cầu vượt biển Đình Vũ-Cát Hải nối P. Đông Hải 2, Q. Hải An - X. Nghĩa Lộ, H. Cát Hải. Đây là cây cầu vượt biển dài nhất Việt Nam và là một trong những cây cầu dài nhất Đông Nam Á. Tuy nhiên, do quá trình lấn biển xây dựng KCN Cảng Đình Vũ, phần cầu thực sự vượt biển còn lại khá ngắn.
4. Cầu Bạch Đằng bắc qua Sông Bạch Đằng nối P. Đông Hải 2, Q. Hải An, TP. Hải Phòng - X. Liên Vị, TX. Quảng Yên, T. Quảng Ninh. Cây cầu trên thuộc Cao tốc Hải Phòng - Hạ Long, có tổng chiều dài 5,4 km (bao gồm cả đường dẫn), rộng 25 m, được thiết kế 4 làn xe, vận tốc tối đa 100 km/h; trong đó riêng chiều dài của cầu là 3,5 km.

### Giao thông đô thị
Thành phố Hải Phòng có khoảng 600 tuyến đường phố, nằm trong 7 quận nội thành. Đường dài nhất là đường Phạm Văn Đồng, dài 14.5 km, bắt đầu từ cầu Rào và kết thúc ở đầu đường vào trung tâm quận Đồ Sơn. Ngắn nhất là phố Đội Cấn, nối từ phố Lê Lợi đến phố Lương Văn Can thuộc quận Ngô Quyền, chỉ dài hơn 70 mét.
Các con phố ở Hải Phòng đều rất sạch sẽ, nhỏ, hẹp, nhưng rất hiếm xảy ra ùn tắc. Có một vài con phố có mặt bằng rộng là Lạch Tray, Bạch Đằng, Lê Hồng Phong,... Có một nét đặc trưng ở những con đường ở Hải Phòng là trồng rất nhiều cây xanh, đặc biệt là cây phượng vĩ.
Năm 2011, Thủ tướng đã phê duyệt kết quả đàm phán dự án "Phát triển giao thông đô thị thành phố Hải Phòng" với tổng mức đầu tư 276,611 triệu USD. Dự án "Phát triển giao thông đô thị thành phố Hải Phòng" được thực hiện trong 5 năm, từ năm 2011 và dự kiến hoàn thành vào năm 2016. Dự án bao gồm xây dựng tuyến đường trục đô thị Hải Phòng dài 20 km từ phường Lê Lợi (quận An Dương) đến quận Hải An và các cầu trên tuyến gồm xây mới cầu Niệm 2, cầu Đồng Khê vượt qua sông Lạch Tray và đường Trường Chinh, hầm chui cầu Rào, cải tạo cầu Niệm hiện tại. Cũng trong dự án này, thành phố sẽ thí điểm xây dựng tuyến xe buýt công cộng từ trung tâm đi Tiên Lãng, Vĩnh Bảo. Đồng thời, vận hành nâng cao thể chế năng lực quản lý giao thông vận tải, lập và thực hiện quy hoạch về giao thông đô thị, vận tải công cộng...

### Biển số xe
- Biển xe máy 4 số theo thứ tự từ F => S.

Biển xe máy 5 số phân theo quận huyện.
15A1 xxx.xx: biển xe dung tích > 175cc.
| STT | Quận huyện            | Biển số trước 08/2023 | Biển số sau 08/2023 |
| --- | --------------------- | --------------------- | ------------------- |
| 1   | Quận Hồng Bàng        | 15-B1,B2,B3,B4        | 15-AA 15-AG         |
| 2   | Quận Ngô Quyền        | 15-B1,B2,B3,B4 15-P1  | 15-AP               |
| 3   | Quận Lê Chân          | 15-B1,B2,B3,B4 15-S1  | 15-AS               |
| 4   | Quận Hải An           | 15-B1,B2,B3,B4 15-R1  | 15-AR 15-AT         |
| 5   | Quận Kiến An          | 15-N1                 | 15-AN               |
| 6   | Quận Dương Kinh       | 15-L1                 | 15-AL               |
| 7   | Quận Đồ Sơn           | 15-M1                 | 15-AM               |
| 8   | Quận An Dương         | 15-C1                 | 15-AB               |
| 9   | Huyện An Lão          | 15-D1                 | 15-AC               |
| 10  | Huyện Cát Hải         | 15-E1                 | 15-AD               |
| 11  | Huyện Kiến Thụy       | 15-F1                 | 15-AE               |
| 12  | Thành phố Thuỷ Nguyên | 15-G1                 | 15-AF               |
| 13  | Huyện Tiên Lãng       | 15-H1                 | 15-AH               |
| 14  | Huyện Vĩnh Bảo        | 15-K1                 | 15-AK               |
| 15  | Huyện Bạch Long Vĩ    | -                     | -                   |

- Biển ô tô 4 số gồm các đầu số 16K,16H,16L,16M,16N,16R,16LD,...

Biển ô tô 5 số gồm các loại 15A,15B,15C,15D,15R,15LD,...

### Hệ thống xe buýt
- : Tuyến đang hoạt động/đã khôi phục
- : Tuyến đang tạm dừng khai thác
- : Tuyến chưa hoạt động/ dự kiến mở mới
- : Tuyến BRT dự kiến
- (EB): Xe bus điện

| Số hiệu tuyến | Tên tuyến                                              | Lộ trình | Tình trạng         | Đơn vị Khai thác | Ghi chú                                                                 |
| 01            | Cầu Rào - Bến xe khách phía Tây                        | Bx. Cầu Rào - Lạch Tray - Tô Hiệu - Tôn Đức Thắng - Quốc lộ 5 - Ngã tư Long Thành - Phan Đăng Lưu - Hùng Vương - Ngã tư Quán Toan - KCN Nomura - Ga Dụ Nghĩa                                               | Hoạt động          |                  | Giữ nguyên                                                              |
| 02            | KCN VSIP - An Lão                                      | KCN VSIP Thủy Nguyên - Bắc Sông Cấm - Hoàng Văn Thụ - Nguyễn Đức Cảnh - Trần Nguyên Hãn - Trường Chinh - Trần Nhân Tông - Phan Đăng Lưu - Hoàng Quốc Việt - Thị trấn An Lão - Bx. An Lão                   | Hoạt động          |                  | Kéo dài tuyến về KCN VSIP (Thủy Nguyên)                                 |
| 02A           | An Lão - Vĩnh Bảo - Nam Am                             | Bx. An Lão - QL.10 - Thị trấn Vĩnh Bảo - Cầu Nhân Mục - QL.37 (Đường Nguyễn Bỉnh Khiêm) - Nam Am | Hoạt động          |                  | Kéo dài tuyến về Nam Am (Tam Cường)                                     |
| 02B           | An Lão - Tiên Lãng - Nam Am                            | Bx. An Lão - QL.10 - Ngã tư Hoà Bình - Cầu sông mới - Đường 25 - Thị trấn Tiên Lãng - ĐT.354 - Cầu Hàn - Nam Am                                                                                            | Hoạt động          |                  | Kéo dài tuyến về Nam Am (Tam Cường)                                     |
| 03            | KCN VSIP - Đồ Sơn                                      | KCN VSIP Thủy Nguyên - Bắc Sông Cấm - Hoàng Văn Thụ - Đinh Tiên Hoàng - Nguyễn Tri Phương - Cầu Đất - Lạch Tray - Cầu Rào - Phạm Văn Đồng - Bến Nghiêng (Đồ Sơn)                                           | Hoạt động          | Bus Thịnh Hưng   | Kéo dài tuyến về KCN VSIP (Thủy Nguyên)                                 |
| 03B           | Cao đẳng Hàng Hải I - Đồ Sơn                           | Cao đẳng Hàng Hải I - Đà Nẵng - Lê Hồng Phong - Nguyễn Bỉnh Khiêm - Nguyễn Văn Linh - Cầu Rào - Phạm Văn Đồng - Bến Nghiêng (Đồ Sơn)                                                                       | Hoạt động          |                  | Tạm dừng khai thác đã khôi phục                                         |
| 04            | Bưu điện Thành phố - Phà Rừng                          | Bưu điện Thành phố - Hoàng Văn Thụ - Đinh Tiên Hoàng - Nguyễn Tri Phương - Bạch Đằng - Cầu Bính - ĐT.359 - Phà Rừng                                                                                        | Hoạt động          |                  | Giữ nguyên                                                              |
| 05            | KCN Đình Vũ - Diêm Điền                                | KCN Đình Vũ - ĐT.356 - Nguyễn Văn Linh - Trường Chinh - Lê Duẩn - Hoàng Thiết Tâm - Trần Thành Ngọ - Trần Tất Văn - ĐT.354 - Cầu Khuể - Thị trấn Tiên Lãng - Cầu Hàn - Nam Am - QL.37 - Thị trấn Diêm Điền | Hoạt động          |                  | Tạm dừng khai thác đã khôi phục; kéo dài tuyến về Diêm Điền (Thái Thuỵ) |
| 06            | KCN Đình Vũ - Ngã 5 Kiến An                            | | Hoạt động          |                  | Tạm dừng khai thác đã khôi phục                                         |
| 07            | Sân bay Cát Bi - Uông Bí                               | | Hoạt động          |                  | Tạm dừng khai thác đã khôi phục                                         |
| 08            | Cầu Rào - Cầu Rào                                      | Bx. Cầu Rào - Ngô Gia Tự - Lê Hồng Phong - Đà Nẵng - Điện Biên Phủ - Trần Phú - Nguyễn Đức Cảnh - Trần Nguyên Hãn - Nguyễn Văn Linh - Lạch Tray - Bx. Cầu Rào                                              | Quy hoạch          |                  | Tuyến vòng nội đô khép kín                                              |
| 09            | Cao đẳng Hàng Hải I - Kiến Thuỵ                        | | Hoạt động          |                  | Tạm dừng khai thác đã khôi phục                                         |
| 10            | Sân bay Cát Bi - Thượng Lý                             | | Hoạt động          |                  | Tạm dừng khai thác đã khôi phục                                         |
| 11            | Phà Rừng - Thị trấn An Dương                           | | Hoạt động          |                  | Tạm dừng khai thác đã khôi phục                                         |
| 12            | Phà Lại Xuân - Bưu điện Thành phố                      | | Hoạt động          |                  | Tạm dừng khai thác đã khôi phục                                         |
| 13            | Thị trấn Cát Bà - Phà Gia Luận                         | | Hoạt động          |                  | Tạm dừng khai thác đã khôi phục                                         |
| 14            | Thị trấn Cát Bà - Phà Cái Viềng                        | | Hoạt động          | Bus Thịnh Hưng   | Tạm dừng khai thác đã khôi phục                                         |
| 15            | KCN Đình Vũ - KCN Đình Vũ                              | KCN Đình Vũ - ĐT.356 - Trần Hưng Đạo - Lê Thánh Tông - Hoàng Diệu - Nguyễn Tri Phương - Bạch Đằng - Hà Nội - Tôn Đức Thắng - Nguyễn Văn Linh - Nguyễn Bỉnh Khiêm - ĐT.356 - KCN Đình Vũ                    | Quy hoạch          |                  | Tuyến vòng nội đô khép kín                                              |
| 16            | Đồ Sơn - Bến xe phía Bắc                               | | Hoạt động          |                  | Tạm dừng khai thác đã khôi phục                                         |
| 16B           | Sân bay Cát Bi - Phà Rừng                              | | Hoạt động          | Bus Thịnh Hưng   |                                                                         |
| 16C           | Thượng Lý - Cát Hải                                    | | Hoạt động          | Bus Thịnh Hưng   |                                                                         |
| 17            | Cát Hải - An Lão                                       | Cát Hải - Cầu Tân Vũ - KCN Đình Vũ - ĐT.356 - Đà Nẵng - Lương Khánh Thiện - Hai Bà Trưng - Trần Nguyên Hãn - Tôn Đức Thắng - Máng Nước - QL.17B - KCN Tràng Duệ - QL10 - Bx. An Lão                        | Quy hoạch          |                  | Kéo dài tuyến về Cát Hải                                                |
| 18            | Sân bay Cát Bi - Cầu sông Hoá                          | Sân bay Cát Bi - Ngô Gia Tự - Lạch Tray - Nguyễn Văn Linh - Cầu Niệm - Trường Chinh - Trần Nhân Tông - Ngã 5 Kiến An - Trần Tất Văn - ĐT.354 - Cầu Khuể - Thị trấn Tiên Lãng - Cầu Hàn - Nam Am            | Hoạt động          | Bus Thịnh Hưng   | Tạm dừng khai thác đã khôi phục                                         |
| 18B           | Phà Dương Áo - Thượng Lý                               | | Quy hoạch          |                  | Mở mới                                                                  |
| 22            | Tam Đa (Cầu Đăng) - KCN VSIP Thủy Nguyên               | | Hoạt động          | Bus Thịnh Hưng   |                                                                         |
| HP1 (EB)      | Vinhomes Imperia - Nhà hát lớn - Vinhomes Royal Island | Vincom Imperia – Hùng Vương – Nguyễn Đức Cảnh – Trần Phú – Lê Thánh Tông – Lê Lai – Ngô Quyền – Vinhomes Royal Island                                                                                      | Hoạt động          | VinBus           |                                                                         |
| HP2 (EB)      | Vinhomes Marina - Vinhomes Royal Island                | Vinhomes Marina - Võ Nguyên Giáp - Hồ Sen - Tô Hiệu - Lạch Tray - Nguyễn Bỉnh Khiêm - Lê Hồng Phong - Lê Lai - Ngô Quyền - Vinhomes Royal Island                                                           | Hoạt động          | VinBus           |                                                                         |
| BRT 1         | Bx phía Tây - Bx phía Đông                             | Bến xe khách phía Tây - Đường World Bank - Bến xe khách phía Đông | Quy hoạch tuyến 26 |                  |                                                                         |
| BRT 2         | Bx phía Bắc - Bx phía Đông                             | Bến xe khách phía Bắc - Vành đai 3 - Bắc sông Cấm - cầu Nguyễn Trãi - Lê Hồng Phong - Vành Đai 3 - Bến xe khách phía Đông                                                                                  | Quy hoạch tuyến 27 |                  |                                                                         |
| BRT 3         | Bx phía Tây - Bx phía Bắc                              | Bến xe khách phía Tây - QL.5 - ĐT.359 - ĐT.359C - Bến xe khách phía Bắc | Quy hoạch tuyến 28 |                  |                                                                         |
| BRT 4         | Trung tâm Thành phố - Đồ Sơn                           | Trung tâm Thành phố (Lê Chân) - Hồ Sen - Võ Nguyên Giáp - Cầu Rào 2 - Phạm Văn Đồng - Bến xe khách Đồ Sơn                                                                                                  | Quy hoạch          |                  |                                                                         |

## Đường sắt
Hải Phòng hiện tại có một tuyến đường sắt là tuyến đường sắt Hà Nội - Hải Phòng, do Pháp xây dựng từ năm 1901 đến ngày 16 tháng 6 năm 1902 thì hoàn thành và đưa vào sử dụng. Hiện được sử dụng để vận chuyển hành khách và hàng hóa, tuyến đường sắt này đang có kế hoạch được nâng cấp và điện khí hóa
tuyến đường sắt này dài 102 km, gần như song song với quốc lộ 5A, đi qua địa phận các tỉnh thành: Hải Phòng, Hải Dương, Hưng Yên,Hà Nội. Tuyến đường sắt này còn bắc qua sông Hồng bởi Cầu Long Biên.
Hàng ngày có 4 đôi tàu khách nhanh kết nối Hà Nội và Hải Phòng: HP1/2, LP3/2, LP5/6, LP7/8.
Từ Hà Nội đi:
- Tàu HP1 xuất phát ga Hà Nội (HN) 6h00, đến ga Hải Phòng (HP) 8h15.
- Tàu LP3 xuất phát ga Long Biên (LB) 9h20, đến ga HP 12h00.
- Tàu LP5 xuất phát ga LB (ngày thường) 15h30, ga HN (Thứ 7, Chủ Nhật, lễ, tết) 15h20, đến ga HP 18h00.
- Tàu LP7 xuất phát ga LB (ngày thường) 18h10, ga HN (Thứ 7, Chủ Nhật, lễ, tết) 18h00, đến ga HP 20h47.

Về Hà Nội:
- Tàu LP2 xuất phát ga HP 6h05, đến ga LB 8h40.
- Tàu LP6 xuất phát ga HP 8h55, đến ga LB 11h17 (ngày thường), đến ga HN 11h30 (Thứ 7, Chủ nhật, lễ, tết).
- Tàu LP8 xuất phát ga HP 14h35, đến ga LB 17h10 (ngày thường), đến ga HN 17:20 (Thứ 7, Chủ nhật, lễ, tết).
- Tàu HP2 xuất phát ga HP 18h40, đến ga HN 21h05.

Cùng với ga Huế và ga Nha Trang, ga Hải Phòng nằm trong số ít những ga đường sắt rất đẹp vẫn còn giữ được nguyên vẹn nét kiến trúc thời Pháp thuộc. Ga này nằm trên đường Lương Khánh Thiện.
Tại Quy hoạch thành phố Hải Phòng thời kỳ 2021-2030, tầm nhìn đến năm 2050 được Thủ tướng Chính phủ phê duyệt ngày 2 tháng 12 năm 2023 đã định hướng giao thông vận tải đường sắt qua địa bàn thành phố có 2 tuyến quốc gia, 4 tuyến đô thị. Cụ thể, xây dựng mới tuyến Hà Nội - Hải Phòng (thuộc tuyến đường sắt Lào Cai - Hà Nội - Hải Phòng và Lạng Sơn - Hà Nội - Hải Phòng) song song với tuyến đường bộ cao tốc Hà Nội - Hải Phòng (đến ga Nam Hải Phòng) kết nối Cảng cửa ngõ quốc tế Hải Phòng với các khu bến cảng Đình Vũ, Nam Đồ Sơn và Lạch Huyện. Theo đó, điểm đầu tuyến qua địa bàn thành phố tại huyện An Lão, điểm cuối tại cảng Lạch Huyện. Xây mới tuyến đường sắt ven biển Nam Định - Thái Bình - Hải Phòng - Quảng Ninh (bao gồm cả đoạn Nam Hải Phòng - Hạ Long).  Tuyến Hà Nội - Hải Phòng mới (thuộc tuyến đường sắt Lào Cai - Hà Nội - Hải Phòng) được định hướng khổ 1.435mm, chiều dài khoảng 102km; lộ trình đầu tư: Trước và sau năm 2030. Tuyến đường sắt ven biển Nam Định - Thái Bình - Hải Phòng - Quảng Ninh định hướng dài 101km, khổ 1.435mm; lộ trình đầu tư: Sau năm 2030.
Bên cạnh đó, nghiên cứu xây mới tuyến đường sắt nối đường sắt Yên Viên-Hạ Long đi cảng Lạch Huyện là tuyến phục vụ vận tải hàng hóa (qua thành phố Thuỷ Nguyên) khi có nhu cầu, dự kiến thực hiện năm 2030.
Nâng cấp, cải tạo tuyến đường sắt hiện hữu trong tương lai khi hình thành tuyến đường sắt tốc độ cao/mới Hà Nội-Hải Phòng, nghiên cứu chuyển đổi tuyến hiện có thành đường sắt nội đô, kết nối với các tuyến đường sắt đô thị khác tại khu vực ga trung chuyển Hải Phòng, dự kiến thực hiện năm 2030.
Đường sắt ven biển Nam Định-Thái Bình-Hải Phòng-Quảng Ninh (bao gồm cả đoạn Nam Hải Phòng-Hạ Long) từng bước xây dựng các tuyến đường sắt kết nối vùng, liên vùng phù hợp nhu cầu từng giai đoạn, dự kiến thực hiện năm 2050.

### Đường sắt đô thị
Thành phố định hướng xây dựng 4 tuyến đường sắt đô thị và các ga kết nối các đô thị, khu chức năng và đầu mối giao thông chính của thành phố. Từng bước chuyển đổi tuyến đường sắt Hà Nội - Hải Phòng đoạn trong khu vực nội thị (hiện có) thành đường sắt đô thị. Nghiên cứu đầu tư xây dựng các tuyến tàu điện ngầm nội đô.
| Tuyến số         | Lộ trình | Đặc điểm | Hoàn thành |
| ---------------- | --- | -------- | ---------- |
| Tuyến thẳng (M1) | Khu vực đô thị phía Bắc sông Cấm - Trung tâm đô thị hiện hữu - Trung tâm phát triển tập trung phía Nam.                                               | Trên cao | Sau 2030   |
| Tuyến vòng (M2)  | Trung tâm phát triển tập trung phía Nam (CBD) - Đình Vũ - Khu đô thị hiện hữu - Khu vực đô thị mới phía Nam - Cảng hàng không Tiên Lãng-CBD.          | Trên cao | Sau 2030   |
| Tuyến thẳng (M3) | Chạy theo hướng đông tây (phía bắc đường cao tốc Hà Nội-Hải Phòng), nối khu vực phát triển phía tây với các khu vực phía nam (kết thúc tại tuyến M1). | Trên cao | Sau 2030   |
| Tuyến thẳng (M4) | Chạy theo hướng đông tây (phía nam đường cao tốc Hà Nội-Hải Phòng), nối khu vực phát triển phía tây với khu vực CBD.                                  | Trên cao | Sau 2030   |

Đến năm 2030 Hải Phòng tập trung ưu tiên xây dựng tuyến đường sắt đô thị số 1 do là tuyến có nhiều gắn kết thu hút quan trọng như khu Trung tâm hành chính phía bắc, khu Trung tâm hiện hữu và khu phát triển mới, khu vực Trung tâm tài chính thương mại (CBD) phía nam (trong tương lai). Đề xuất xây dựng tuyến đi trên cao kết hợp đi ngầm qua khu vực Cảng hàng không Cát Bi (toàn tuyến dài khoảng 20km với đoạn đi ngầm 2km. Giai đoạn đầu có thể thực hiện đoạn tuyến với điểm đầu tại phía bắc sông Cấm - cầu Nguyễn Trãi dự kiến, điểm cuối khu vực ga trung chuyển phía nam đường cao tốc Hà Nội-Hải Phòng, chiều dài khoảng 12km).

## Đường thủy

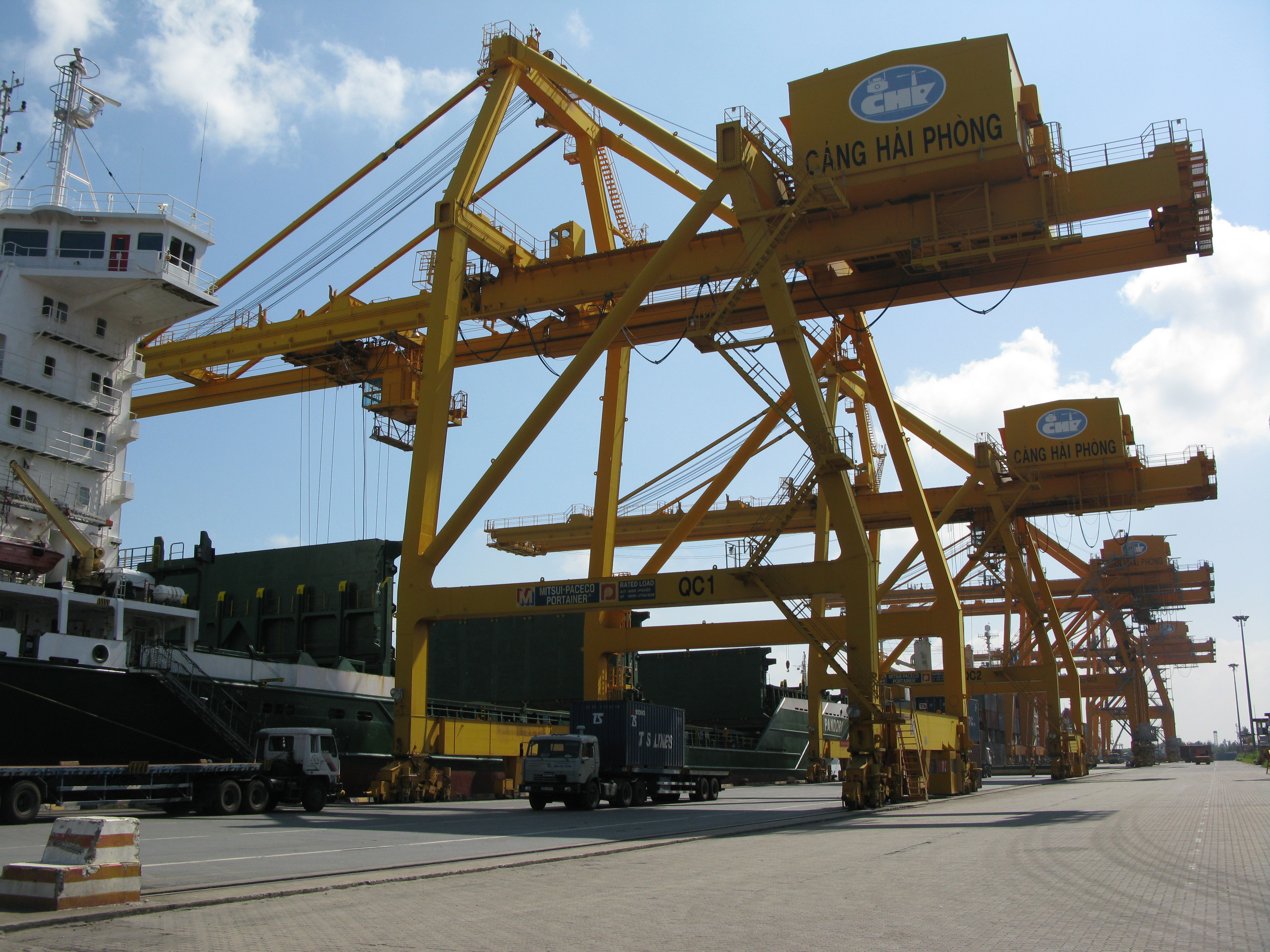
Cảng Chùa Vẽ

Hải Phòng là đầu mối giao thông quan trọng, cửa ngõ chính của cả miền Bắc. Chính vì thế mà hệ thống cảng biển ở thành phố này vô cùng phát triển. Vào những năm cuối thế kỷ 19, đầu thế kỷ 20, Hải Phòng đã được người Pháp xây dựng như một trung tâm thương mại, tài chính và đặc biệt nhất là cảng biển có tiếng tăm của Thái Bình Dương. Đầu thế kỷ XX, cảng Hải Phòng đã có mối quan hệ gắn bó với nhiều cảng lớn ở Đông Nam Á, châu Á, châu Đại Dương, Bắc Mỹ, ven Ấn Độ Dương, Địa Trung Hải, Đại Tây Dương, biển Bắc Âu...
Cảng Hải Phòng là một cụm cảng biển tổng hợp cấp quốc gia, cùng với Cảng Sài Gòn là một trong 2 hệ thống cảng biển lớn nhất Việt Nam, hiện đang được Chính phủ nâng cấp. Cảng Hải Phòng nằm trên tuyến đường giao thông trên biển, kết nối Singapore với Hồng Kông và các cảng của Đông Á và Đông Bắc Á.
Cũng ở Hải Phòng, còn có hơn 20 bến cảng khác với các chức năng khác nhau, như vận tải chất hóa lỏng (xăng, dầu, khí đốt), bến cảng đóng tàu, bến cho tàu vận tải đường sông nhỏ có trọng tải 1-2 tấn ("tàu chuột"). Các cảng này do nhiều công ty khác nhau quản lý và khai thác.
Hệ thống cảng sông, tuyến đường sông ở Hải Phòng gồm:
- Cảng sông Vật Cách
- Cảng sông Sở Dầu
- Bến tàu khách Cửa Cấm
- Tuyến phía Bắc: Hải Phòng-Quảng Ninh-Hải Dương-Hà Nội-Tuyên Quang-Việt Trì-Hoà Bình-Lào Cai.
- Tuyến phía Nam: Hải Phòng - Hà Nội - Thái Bình - Nam Định - Ninh Bình.

## Đường hàng không
- Sân bay quốc tế Cát Bi

Đây là sân bay đầu tiên của miền Bắc thời Pháp thuộc. Sân bay này xây dựng chủ yếu dùng trong quân sự. Hiện nay sân bay được sử dụng hỗn hợp dân sự - quân sự.
Vào năm 2014, sân bay đã được đầu tư, nâng cấp cải tạo đường băng có thể đón được các loại máy bay cỡ lớn như B747, B777, A330 và trở thành sân bay dự bị đầy đủ cho Sân bay quốc tế Nội Bài. Ngoài ra sân bay Cát Bi được đầu tư xây mới tháp không lưu, nhà ga hành khách và các công trình phụ trợ, chính thức được nâng cấp trở thành Cảng hàng không quốc tế, cho phép đón chuyến bay quốc tế từ 0h00 ngày 12/05/2016.
Hiện nay, có 4 hãng hàng không khai thác các chuyến bay thường xuyên đi và đến sân bay Cát Bi (Vietjet Air, Vietnam Airlines, Jetstar Pacific Airlines và Thai Vietjet Air), 1 hãng khai thác đường bay thuê chuyến (Sichuan Airlines). Tổng số đường bay thường xuyên đang khai thác của các hãng là 10 đường bay, kết nối Hải Phòng với các trung tâm kinh tế, văn hóa du lịch của Việt Nam và châu Á là Thành phố Hồ Chí Minh, Đà Nẵng, Nha Trang, Buôn Ma Thuột, Phú Quốc, Đà Lạt, Pleiku, Đồng Hới, Seoul (Hàn Quốc) và Bangkok (Thái Lan).
Hiện tại, Vietjet Air đã lựa chọn Sân bay quốc tế Cát Bi là sân bay căn cứ (Hubs), tiếp tục đầu tư xây dựng nhà ga hành khách số 2 và tăng thêm diện tích đỗ trong sân bay. Đồng thời hãng này sẽ tiếp tục mở đường bay thẳng từ Hải Phòng đi Cần Thơ, Tokyo (Nhật Bản) và Singapore.
- Sân bay Kiến An

Là sân bay quân sự, đại bản doanh của không lực hải quân VN, do Bộ Quốc phòng quản lý.
- Cảng hàng không quốc tế Tiên Lãng

Đây là Dự án có khả năng sẽ là sân bay lớn nhất tại miền Bắc được đặt tại xã Vinh Quang, huyện Tiên Lãng, quy mô khoảng 6000 ha với tổng vốn đầu tư dự tính hiện thời qua 3 giai đoạn đến 2030 là hơn 8 tỉ USD.